# Bliżyce (województwo śląskie)
Bliżyce – wieś w Polsce położona w województwie śląskim, w powiecie myszkowskim, w gminie Niegowa. 
We wsi znajduje się szkoła podstawowa, OSP, placówki handlowe, gospodarstwo agroturystyczne i lecznicza dla zwierząt.
W 2001 roku wieś zamieszkiwało 605 osób, w 2005 roku 586 a na dzień 31 grudnia 2006 roku 592 mieszkańców.

## Struktura powierzchni
Bliżyce zajmują 637,06 ha, w tym:
- użytki rolne – 581,0 ha
- lasy – 11,97 ha
- tereny zabudowane – 30,16 ha
- wody, nieużytki – 1,09 ha
- nieużytki rolne – 1,34 ha
- pozostałe tereny – 11,5 ha

## Nazwa
Miejscowość ma metrykę średniowieczną i istnieje od XIV wieku. Wymieniona w 1369 roku w różnych formach: Blischicz, Blizicze, Bliszicze, Bliszicz, Blyszyce .

## Historia
Pierwsza wzmianka o wsi „Blischicz” pochodzi z 1369 roku. Miejscowość była własnością królewską i przez kilka wieków należała do zamku w Lelowie. Na przełomie XIV i XV wieku na utrzymanie starostwa i zamku lelowskiego płynęły dochody z Bliżyc, które w tym okresie posiadały karczmę .
Od XIV wieku Bliżyce należały do parafii Lelów, położonej 6 km na północny wschód i leżały w granicach Korony Królestwa Polskiego. Mieszkańcy podlegali sądom królewskim i znajdowali się pod ochroną starostów, ich przedstawicielem był sołtys. W 1394 roku król polski Władysław Jagiełło nadał w Bliżycach sołectwo na prawie średzkim niejakiemu Bieńkowi, którego zobowiązał, aby w czasie wypraw wojennych stawiał się na zamku lelowskim z kuszą .
W połowie XV wieku wieś wymienił polski historyk Jan Długosz w swoim dziele Liber beneficiorum dioecesis Cracoviensis. Zanotował on, że dwór oraz miejscowa karczma dawały dziesięcinę kościołowi w Zrębicach.
W wieku XVI parafię, do której należała wieś, podzielono na staromiejską i lelowską, Bliżyce weszły w skład tej pierwszej. Miejscowość wymieniona została w historycznych dokumentach podatkowych. W 1564 roku mieszkało w niej 22 kmieci gospodarujących na 21 1/4 łanach i półłankach. Z czego z 18 łanów płacili po 18 groszy, a z 3 łanów sołtysich po 1 grzywnie. Obowiązkiem osiadłych na łanach sołtysich było świadczenie podwód zamkowych do 3 wsi. Dawali oni także 2 korce sepu z owsa z każdego łanu i płacili podymne lub stołowe, z każdego łanu po 2 kapłony, 1 ser i 10 jaj. W miejscowości odnotowano wówczas także 2 karczmarzy, z których jeden płacił 1 grzywnę 12 groszy czynszu z roli i karczmy, a drugi 1 grzywnę i 42 groszy czynszu z roli oraz za robociznę .
Według wizytacji z 1763 roku Bliżyce ze swych pól karczemnych płaciły oprócz dziesięciny należnej swemu proboszczowi jeszcze dziesięcinę proboszczom Zrębic.

### Zabory Polski
Po rozbiorach Polski miejscowość znalazła się w zaborze rosyjskim i leżała w Królestwie Polskim. W XIX-wiecznym Słowniku geograficznym Królestwa Polskiego wieś wymieniona jest dwukrotnie. W 1880 roku jako rekolonizowana (czyli ponownie zaludniona) wieś leżąca w powiecie włoszczowskim w parafii Lelów. W 1827 roku znajdowało się w niej 80 domów zamieszkanych przez 408 mieszkańców.
Około 1846 roku nastąpiła komasacja starej wsi. Bliżyce zmieniły swe położenie i całkowicie swój kształt. Dotychczas tworzyły one skupisko sięgające w głąb dzisiejszych Sokolnik. Po komasacji wydłużyły się w linię prostą, ciągnąc się na długość około 3–4 km, obecnie około 6 km. Wieś została podzielona na części, których nazwy, pomimo całkowitej integracji, funkcjonują w słownictwie miejscowej ludności do dziś. Zalesie od strony północnej, dalej idąc w kierunku południowym Stawki, następnie właściwa wieś. Za wsią Ogrody, które wzięły swą nazwę od rzeczywistych ogrodów. Za ogrodami znajdowała się tzw. Mrówka położona na wapiennym wzgórzu, gdzie znajdowały się liczne mrowiska. Wszystkie grunty wsi podzielono na 20-morgowe huby, cała wieś składała się z 21 łanów.

### II wojna światowa
W pamięci mieszkańców Bliżyc pozostały wspomnienia z okresu II wojny światowej. Na tych terenach walczyły różne ugrupowania wojskowe, przede wszystkim Bataliony Chłopskie i Armia Krajowa. Brały one udział w drobnych potyczkach oraz działaniach dywersyjnych. Już w grudniu 1939 roku powstała organizacja pod kryptonimem „ Adam”. W 1940 roku przy oddziałach wojskowych powstał punkt sanitarny, który wszedł w skład Ludowego Związku Kobiet i Zielonego Krzyża. Punkt sanitarny zajął się zakwaterowaniem około 150 rodzin warszawskich skierowanych przez Radę Główną Opiekuńczą po powstaniu warszawskim. Ludzie ci znaleźli schronienie przede wszystkim w budynku szkoły.
W czasie okupacji niemieckiej mieszkająca we wsi rodzina Nędzów udzieliła pomocy Żydowi Cwi Ben-Ami – Mojżeszowi Rozenbaum. W 2001 roku Instytut Jad Waszem podjął decyzję o przyznaniu Elżbiecie, Franciszkowi i Jerzemu Nędzom tytułu Sprawiedliwych wśród Narodów Świata.

### Okres powojenny
Okres powojenny to lata rozkwitu Bliżyc. Wykopano wiele studni, co znacznie ułatwiło życie mieszkańcom. W 1956 roku wybudowano kuźnię służącą kilku wioskom, która była użytkowana do lat 70. W latach siedemdziesiątych przeprowadzono przez wieś rurociąg oraz doprowadzono elektryczność. Przy czynnym udziale mieszkańców wybudowano bitą drogę oraz budynki GS-u: magazyny skupu żywca i zboża.
W latach 1975–1998 miejscowość administracyjnie należała do województwa częstochowskiego.

## Szkolnictwo
Według protokołu sporządzonego w Ślęzanach 25 lutego 1823 roku na 23 gospodarzy zamieszkujących Bliżyce, tylko jeden sołtys Antoni Mazanek był piśmienny. Około 1863 roku w Bliżycach powstała prywatna szkoła. Nauczano w języku rosyjskim, gdyż był on językiem urzędowym. W języku polskim uczył mieszkańców Stefan Szczepańczyk, mieszkaniec Antolki żyjący w latach 1880–1926. Zajęcia odbywały się w prywatnym domu państwa Lisów. Drewniana szkoła mieszcząca się na środku wsi została wybudowana około roku 1910–1912. W styczniu 1997 roku została oddana nowa ośmioklasowa Szkoła Podstawowa w Bliżycach.